# Грб Совјетског Савеза
Државни грб Совјетског Савеза (Руски: Государственный герб СССР) усвојен је 1923. године и био је у употреби све до распада Совјетског Савеза 1991. године. Иако је, технички, више амблем него грб, пошто не поштује хералдичла правила, на руском се назива герб- грб.

## Историја грба

### Прва верзија (1923—1936)
Пројекат прве верзије грба усвојен је 6. јула 1923. године на Другој сједници Централног извршног комитета (ЦИК) Совјетског Савеза и рад на овој верзији је завршен до 22. септембра те године. Дизајн је одређен Совјетским Уставом из 1924. године: „Државни амблем Совјетског Савеза сачињен је од српа и чекића на глобусу, насликаног изнад зрака сунца и уоквиреног сноповима пшенице, са натписом „Пролетери свих земаља, уједините се!“ на шест језика: руском, украјинском, бјелоруском, грузијском, јерменском и турско-татарском. На врху амблема налази се црвена звијезда петокрака.“

### Друга верзија (1936—1946)
Према Совјетском уставу из 1936. године, СССР је сачињена од 11 република. Из тог разлога, највећа разлика у новој верзији грба у односу на пријетходну било је 11 трака са натписом државног мота Совјетског Савеза на 11 језика.

### Трећа верзија (1946—1956)
Број република у Совјетском Савезу ускоро се повећао на 16, пред Други свјетски рат, али је грб измијењен тек послије рата. Одлуком Пресидијума Врховног Совјета Совјетског Савеза, од 26. јуна 1946. године, свих 16 република које су чиниле СССР биле су представљене на грбу. Државни мото Совјетског Савеза исписан је на 16 трака на 16 језика (естонски, летонски, литвански, молдавски и фински језик су додати на пријетходну верзију). Натписи на азерском, туркменском, узбечком, таџичком, казашком и киргиском језику су кориговани због преласка са латинице на ћирилицу.

### Четврта верзија (1956—1991)
1956. године Карело-Финска ССР је уобличена у Карело-Финску АССР и ускоро се ово одразило и на грб Совјетског Савеза. Одлуком Пресидијума Врховног Совјета Совјетског Савеза из 12. септембра 1956. године, рибон који је носио државни мото Совјетског Савеза на финском је уклоњен.
Још једна мања измијењена је учењена у тексту државног мота Совјетског Савеза на Бјелоруском језику Одлуком Пресидијума Врховног Совјета Совјетског Савеза из 1. априла 1958. године.

## Опис грба
Грб приказује традиционално обиљежје комуниста - срп и чекић и црвену звијезду петокраку изнад земљине кугле, са два пшенична снопа прекривена државним мотом Совјетског Савеза („Пролетери свих земаља, уједините се!“ на званичним језицима Совјетских република, у обрнутом распореду од реда спомињања у Уставу Совјетског Савеза.
Свака Совјетска република (ССР) и Аутономна Совјетска Република (АССР) су имале свој грб, умногоме инспирисан грбом Совјетског Савеза.

## Галерија
- Грб Совјетског Савеза (1923—1931)
- Грб Совјетског Савеза (1931—1936)
- Грб Совјетског Савеза (1936—1946)
- Грб Совјетског Савеза (1946—1956)
- Грб Совјетског Савеза (1956—1991)